# Paolai Szent Ferenc

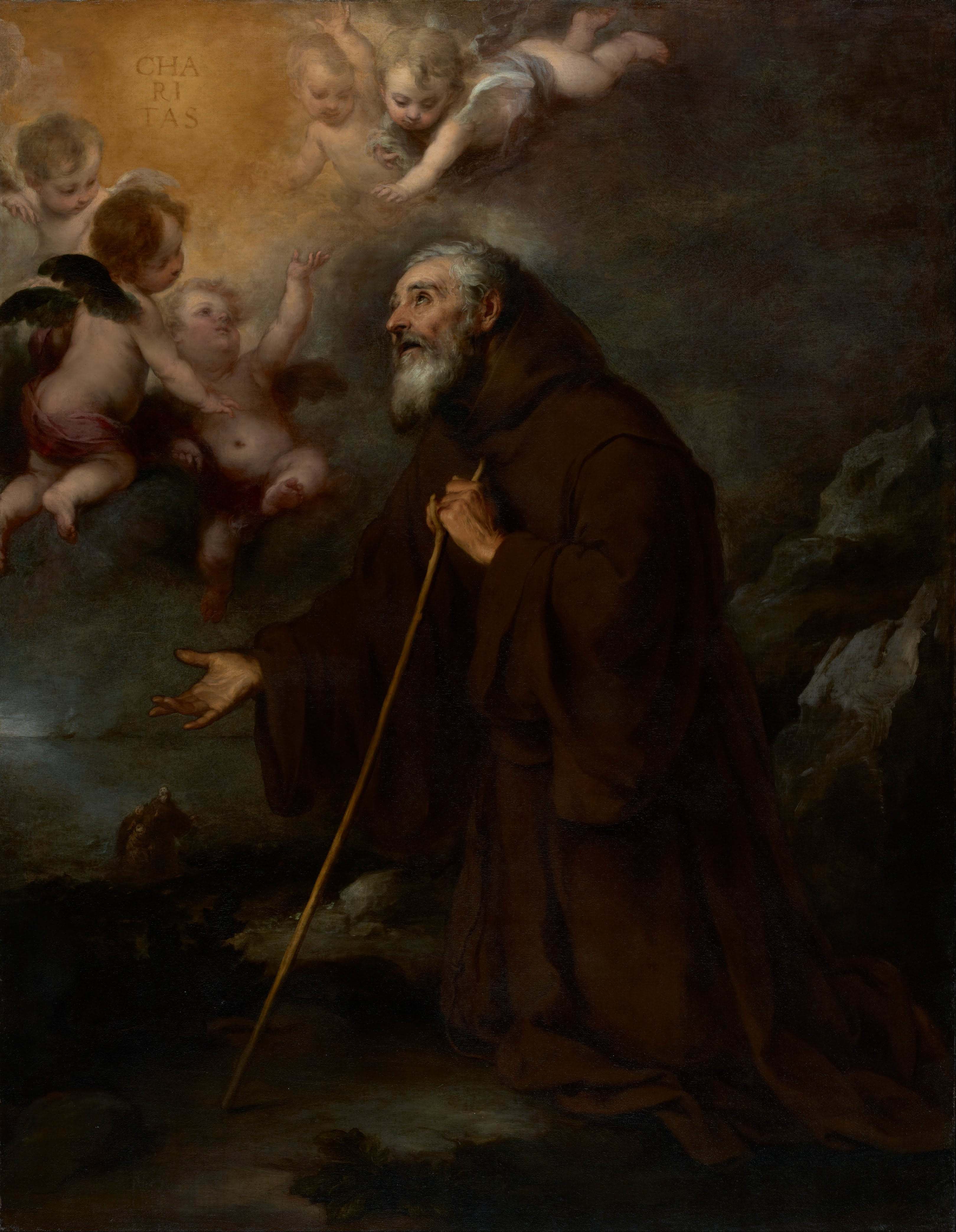
Paolai Szent Ferenc látomása (Murillo festménye)

Paolai Szent Ferenc (latinul: Franciscus de Paula; Paola, 1416. március 27. – Plessis-lès-Tours kastélya, Indre-et-Loire, 1507. április 2.) itáliai remete, ferences rendi szerzetes. A Legkisebb Testvérek Rendjének (Ordo Minimorum), azaz a paulánusok minimita rendjének alapítója. X. Leó pápa avatta szentté 1519-ben.

## Élete
Szülei kisbirtokos földművesek voltak, sokáig gyermektelenek. Amikor megszületett a fiuk, Assisi Szent Ferencnek tett fogadalmukhoz hűen Ferencnek keresztelték. 13 éves korában szülei elvitték  S. Marco Argentano ferences rendi kolostorába, ahol buzgón imádkozott, szigorúan böjtölt, és társai között kitűnt jámbor és segítőkész viselkedésével. 
1430-ban szüleivel elzarándokolt Assisibe. Ekkor határozta el, hogy remeteként fog élni. 15 éves korában (néhány történész szerint később) elvonult Paola közelében a család földbirtokán található barlangba, ahol imádkozott, bűnbánati gyakorlatokat tartott, és önkívületi állapotban látomásai is voltak. Hamarosan látogatók keresték fel, a kíváncsi embereket meglepte szigorú és aszketikus életmódja. Sokan kértek tőle tanácsot és szellemi irányítást. 1435-ben tanítványok szegődtek mellé, és Ferencnek meg kellett találnia az egyensúlyt a magányos és a közösségi élet között.   
1454-ben Ferenc és tanítványai kolostort alapítottak és templomot építettek Cosenzában. Itt hozta létre a Legkisebb testvérek rendjét (minimita rend). Szigorú  szabályok szerint éltek, sokat böjtöltek, vegánul étkeztek - húst, tojást, tejet tartalmazó ételeket nem ettek - és rendszeres vezeklést tartottak. 1474-ben IV. Szixtusz pápa jóváhagyta a rend szabályzatát. Paolai Ferenc csodatevő hírében állt. Számos legenda szereplője, 1483-ban állítólag száraz lábbal kelt át a Messinai-szoroson, kabátját vitorlaként használta. 
XI. Lajos francia király halálát közeledni érezve rengeteg ereklyét gyűjtött, és 1481-ben Szixtusz pápa közreműködésével magához hívatta a csodatételeiről híres Ferencet Plessis-lès-Tours-i kastélyba, Amboise-ba. A remete 1482. április 24-én érkezett az udvarba, és a király mély alázattal, leborulva fogadta őt. Ferenc azonban nem gyógyította ki XI. Lajost halálos betegségéből, aki hatvanéves korában, 1483. augusztus 30-án elhunyt. Fia, VIII. Károly tanácsadóként maga mellett tartotta a jámbor szerzetest. A király kolostort építtetett Plessis-lès-Tours-ban, ott halt meg Ferenc 1507. április 2-án, nagypénteken.  
Bartolomé Esteban Murillo, Jacopo Tintoretto és Giovanni Battista Tiepolo festményeken örökítették meg Paolai Szent Ferenc alakját. 1863-ban Liszt Ferenc zongoradarabot komponált Két legenda címmel (Assisi Szent Ferenc prédikál a madaraknak, Paolai Szent Ferenc a hullámokon jár).
Magyarország területén csak egyetlen kolostora működött a paulánus rendnek Somorja városában, Csallóközben, ahol 1680 körül telepedtek meg. II. József a szerzetesrendet feloszlatta, és ezután a rend már nem újult meg. Templomuk Somorja város plébánia-templomává vált, és Csallóköz legszebb templomaként tartják számon.